# 古文劍
古文劍，中華民國外交官、政府官員。畢業於輔仁大學法國語文學系學士，曾任駐瑞士臺北文化經濟代表團日內瓦辦事處秘書、外交部禮賓司科長、外交部秘書處副處長、駐法國台北代表處業務組長／公使銜副代表、駐海地大使等職務，現任總統府第三局局長。

## 職業生涯
1997年，古文劍與駐法國代表呂慶龍共同籌備設立駐日內瓦辦事處事宜。
2003年3月，中華民國監察委員審議有關拉法葉軍購案的通緝犯汪傳浦申請委任書驗證案，其中認為駐日內瓦辦事處的作業違反程序，對於不合形式要件的驗證案視若無睹，違失情節重大，時任處長董國猷與秘書古文劍難辭其咎，應予嚴懲，依《監察法》第二十四條提案糾正。
2004年5月，總統陳水扁連任就職，有立法委員對於国宴邀請函上面寫著，必須穿「国服」或是「深色西裝」，提出質疑「國服」到底是什麼？外交部解釋，邀請函上的「國服」2個字其實是寫給外國貴賓看的，禮賓司科長古文劍表示「根據國際慣例，有些國家可能因為宗教上面的因素，或者特殊風俗習慣，他們有特殊的服裝，這個部分在我們的國際觀念上，我們會把它當做正式的服裝，所以這一部分我們是寫著國服，或是深色的西服。」
2019年1月，法國國民議會外交委員會的南海戰略議題諮詢小組首度邀請駐法國代表吳志中、副代表古文劍等人出席聽證會，瞭解台灣在此議題上的主張。

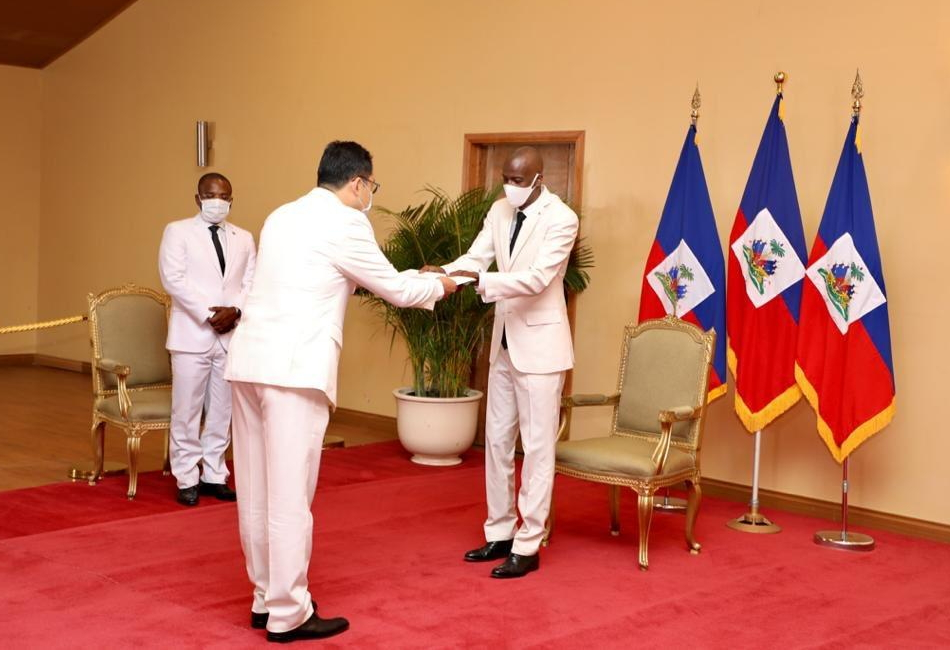
2020年8月11日，古文劍向海地總統摩依士呈遞到任国书。

2020年3月，海地媒體報導，海地外交部長約瑟夫表示中華民國大使劉邦治因為「涉及國家主權」的一點「小事」即將被撤換，總統摩依士在等待新大使的到來。之後有消息指出，是劉邦治在與摩依士討論事情的過程中發生激烈口角。對此，中華民國外交部表示劉邦治是按照時程因公返國報告，而且也是走外交禮遇通道。知情人士透露外交部內部認為劉邦治對摩依士並無不敬，只是秉持政府立場與對方交涉。劉邦治返台後，駐海地大使館由參事蕭乃丞、公使辛繼志先後擔任臨時代辦。6月，核定由駐法國副代表古文劍調任駐海地大使，劉邦治則接任其駐法國副代表之遺缺。
2021年7月，海地總統摩依士遭刺殺身亡，中華民國外交部長吳釗燮代表總統蔡英文致電海地駐華大使潘恩，表達政府與人民最深切的哀悼與悲痛，駐海地大使古文劍也向該國政府表達誠摯慰問與哀戚。駐海地大使館基於安全考量暫停對外服務，所有人員居家辦公。其後在摩依士的葬禮中，古文劍與美國駐聯合國大使葛林斐德短暫交換意見。